# Бой у деревни Опшрутай

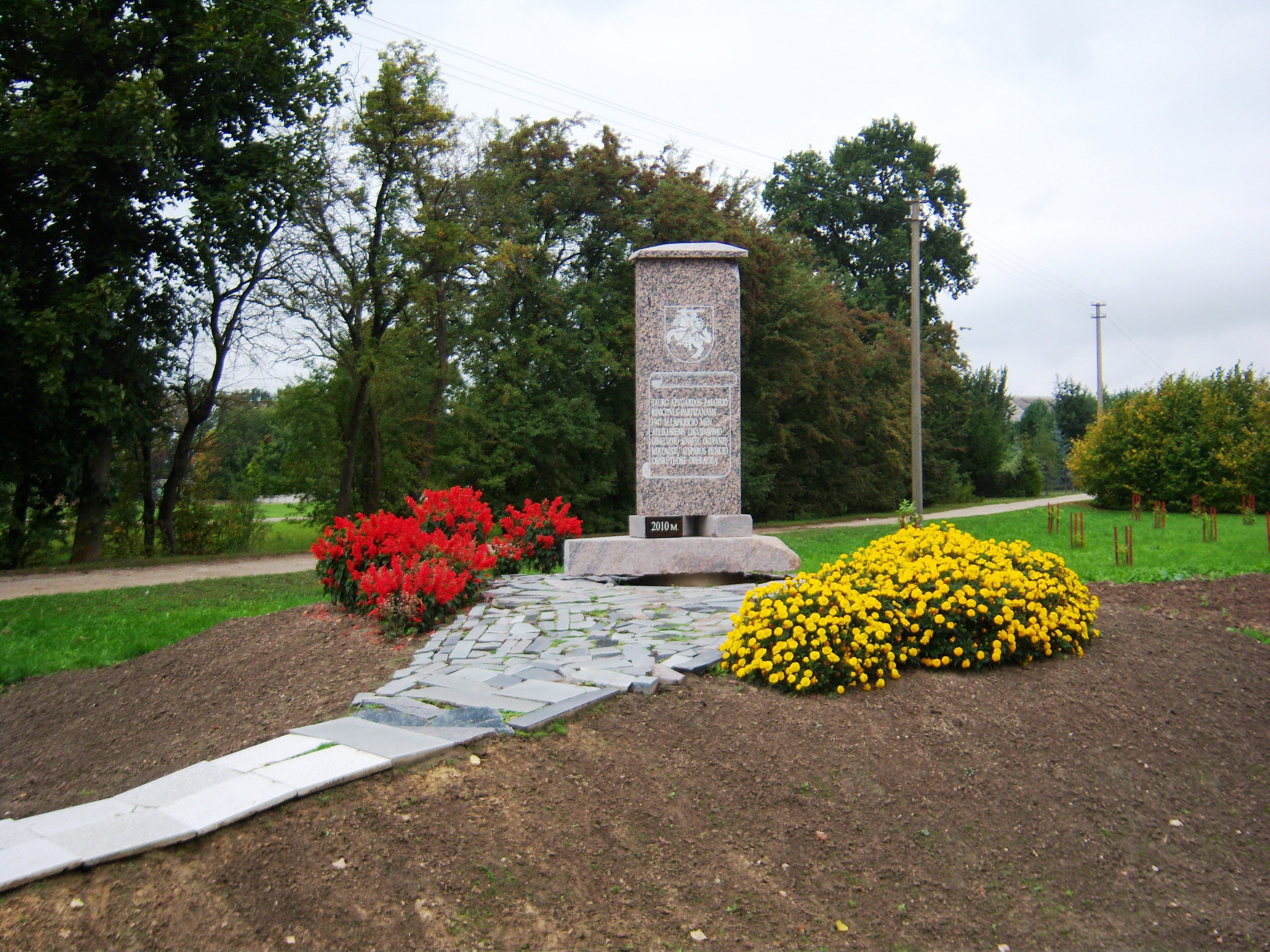
Памятный камень литовским партизанам округа Таурас возле д. Опшрутай, Вилкавишкский р-н, Литва

Бой у деревни Опшрутай (16 ноября 1947 года) — нападение литовских партизан на русских староверов в деревне Опшрутай, Вилкавишкский район.

## Предшествующие события
10 января 1941 года было подписано соглашения о переселении немцев в Германию из Литовской ССР и русских, белоруссов и литовцев из Сувалкской области в Литовскую ССР. В том же году прибыли русские староверы из окрестностей оккупированных Германией городов Сувалки, Сейны и Августов. Русские на этих землях жили с XVIII века и после восстановления независимости Польши были её гражданами. Из-за нападения Германии на СССР переселенцы были эвакуированы в глубь страны. Они смогли вернуться только после освобождения Литвы от нацистской оккупации.

## Бой
В ночь на 16 ноября 1947 года около 70 «лесных братьев» из отряда «Жальгирис» округа «Таурас» под руководством Винцаса Шримаса — Штурмаса окружили дома староверов и потребовали от них сдать оружие и покинуть Литву. В результате партизанами был убит 31 старовер, в том числе 14 детей, 13 человек были ранены.